# Crocidura macowi
Crocidura macowi es una especie de musaraña de la familia de los soricidae.

## Distribución geográfica
Es endémica de Kenia. 